# Marc Lotz
Marc Lotz (Valkenburg aan de Geul, 19 ottobre 1973) è un ex ciclista su strada olandese.
Nel giugno del 2005 ha confessato il possesso e l'utilizzo di EPO in preparazione al Tour de France dello stesso anno, che gli è valso il licenziamento dalla Quick Step-Innergetic e una squalifica di due anni.

## Palmarès

### Strada
- 1996 (Dilettanti, una vittoria)

Classifica generale Flèche du Sud
- 1997 (Rabobank, tre vittorie)

Bruxelles-Opwijk
5ª tappa Teleflex Tour (Eindhoven > Valkenburg aan de Geul)
10ª tappa Circuito Montañés (Solares > Santander)
- 2004 (Rabobank, una vittoria)

Tour du Haut-Var

#### Altri successi
- 1999 (Rabobank)

Profronde Westland
- 2004 (Rabobank)

Profronde van Heerlen

## Piazzamenti

### Grandi Giri
- Giro d'Italia

2002: 70º
- Tour de France

1999: 72º
2000: 56º
2001: 93º
2003: non partito (2ª tappa)
2004: 90º
- Vuelta a España

1998: 103º
2001: 100º

### Classiche monumento
- Milano-Sanremo

2001: 93º
2002: 19º
2003: 18º
- Giro delle Fiandre

2005: 26º
- Parigi-Roubaix

1999: ritirato
- Liegi-Bastogne-Liegi

1999: ritirato
2000: 102º
2001: 49º
2002: 109º
2003: ritirato
2004: 84º
2005: 71º
- Giro di Lombardia

1998: 39º
2000: 27º
2001: 34º

### Competizioni mondiali
- Campionati del mondo su strada

Valkenburg 1998 - In linea Elite: ritirato
Verona 1999 - In linea Elite: 48º
Plouay 2000 - In linea Elite: 46º
Lisbona 2001 - In linea Elite: 55º
Verona 2004 - In linea Elite: ritirato